# Melanoplus benni
Melanoplus benni är en insektsart som beskrevs av Otte, D. 2002. Melanoplus benni ingår i släktet Melanoplus och familjen gräshoppor. Inga underarter finns listade i Catalogue of Life.